# 人見早苗
人見 早苗（ひとみ さなえ、1982年6月23日 - ）は、日本の元女優、元スタントマンである。神奈川県平塚市出身。2013年1月までジャパンアクションエンタープライズに所属していた。退所後は劇団BRATS所属。東京家政学院大学卒業。

## 略歴・人物
国際テコンドー連盟（ITF）に所属し、2004年テコンドー世界大会で団体戦型で優勝、個人型で準優勝になったこともある。2006年には全日本大会で型・組手で優勝。その後、アクション俳優に転身し数々のテレビドラマに出演する。2006年にJAEに所属し、2007年から『獣拳戦隊ゲキレンジャー』のスーツアクトレスも務める。以降の作品でも女性戦士のスーツアクターを継続して演じている。その後はJAEプロモーション部門に在籍し、顔出しでドラマや映画、舞台などに出演していたがスーツアクターとしても活動は続けていた。
2013年1月31日をもってJAEを離れることを、自身のブログで報告した。
その後、JAE同期である安田桃太郎が主宰の劇団BRATSのメンバーとなる。旗揚げから全作品出演。女優、スタントマン、スーツアクター、ゲームのモーションキャプチャー、アクション指導など幅広く活動を続けている。戦隊物の変身後スーツの下が全身タイツになっており、デビュー当時から毎日のように着ていたため全身タイツには思い入れがあり、初心に帰る意味も込めて個人のイベントではピッチピチの全身タイツを衣装として好んで着ている。ものまねが得意で、劇団公演では劇中にローラ、真矢みきのものまねさせられる演出もあった。劇団公演では暴走キャラが定着してきている。天然キャラと言われていることに対し本人は物を知らないだけと否定している。算数が大の苦手で暗算ができない。耳が遠く、聞き間違いが多いのが悩みの種になっている。幼いころに母親に連れられ聴覚障害者のボランティアに参加していた影響もあり、福祉には興味があったと話している。舞台でダウン症のある方と共演したことで、福祉への想いが強くなり、結婚を機に劇団BRATS（（株）BRATS）を退所し、現在は介護施設でも働いている。

## 出演

### ドラマ
- 功名が辻（2006年） - 侍女 役
- 未来創造堂（2006年） - 体操部員 役
- 下北サンデーズ 第6話（2006年） - ビジンジャーグリーン 役
- スーパー戦隊シリーズ
  - 轟轟戦隊ボウケンジャー（2006年 - 2007年） - ニセボウケンイエロー[2]
  - 獣拳戦隊ゲキレンジャー（2007年 - 2008年） - ゲキイエロー[3] / メレ / リリー 役
  - 炎神戦隊ゴーオンジャー（2008年 - 2009年） - ゴーオンイエロー[3] 役
  - 侍戦隊シンケンジャー（2009年 - 2010年） - シンケンピンク[3] / ナナシ連中 / 薄皮太夫（代役）[4] 役
  - 天装戦隊ゴセイジャー（2010年） - 星人[5]、魔虫兵ビービ[6]
  - 海賊戦隊ゴーカイジャー（2011年） - ゴーカイピンク[7]、ハリケンブルー（野乃七海）[8] 役
  - 特命戦隊ゴーバスターズ（2012年）
- 白虎隊（2007年） - 桑原なお 役
- 仮面ライダーシリーズ
  - 仮面ライダーディケイド（2009年） - シンケンピンク[9]
  - 仮面ライダーW（2009年）[10] - 女性スタント / 補助
  - 仮面ライダーオーズ/OOO 第12話（2010年） - 売れっ子タレント 役
  - 仮面ライダーフォーゼ（2011年） - 女性スタント
  - 仮面ライダーエグゼイド 第3話（2016年） - 北見諒子 役
- TRICK 新作スペシャル2（2010年）
- 熱海の捜査官（2010年）
- SPEC〜警視庁公安部公安第五課 未詳事件特別対策係事件簿〜（2010年）
- 非公認戦隊アキバレンジャー シーズン痛（2013年）マルシーナ(バトルモード)
- SPEC〜零〜（2013年10月23日、TBS） - アクションクルー
- 牙狼-GARO- -魔戒ノ花-（2014年）

### 映画
- スーパー戦隊シリーズ
  - 電影版 獣拳戦隊ゲキレンジャー ネイネイ!ホウホウ!香港大決戦（2007年）
  - 炎神戦隊ゴーオンジャー BUNBUN!BANBAN!劇場BANG!!（2008年）
  - 劇場版 炎神戦隊ゴーオンジャーVSゲキレンジャー（2009年）
  - 侍戦隊シンケンジャー 銀幕版 天下分け目の戦（2009年） - シンケンピンク[11] 役
  - 侍戦隊シンケンジャーVSゴーオンジャー 銀幕BANG!!（2010年） - シンケンピンク[12] 役
  - 天装戦隊ゴセイジャー エピックON THEムービー（2010年）
  - 天装戦隊ゴセイジャーVSシンケンジャー エピックon銀幕（2011年） - シンケンピンク[13]、薄皮太夫（代役）[14] 役
  - ゴーカイジャー ゴセイジャー スーパー戦隊199ヒーロー大決戦（2011年） - ゴセイイエロー、ゴーオンイエロー[15] 役
- 仮面ライダーシリーズ
  - 劇場版 仮面ライダーディケイド オールライダー対大ショッカー（2009年） - 戦闘員 役、他
  - 仮面ライダー×仮面ライダー×仮面ライダー THE MOVIE 超・電王トリロジー EPISODE YELLOW お宝DEエンド・パイレーツ（2010年）
  - 仮面ライダーW FOREVER AtoZ/運命のガイアメモリ（2010年） - ヒート・ドーパント 役
  - オーズ・電王・オールライダー レッツゴー仮面ライダー（2011年） - 戦闘員 役、他
  - 仮面ライダー×仮面ライダー フォーゼ&オーズ MOVIE大戦MEGA MAX（2011年） - ソラリス、仮面ライダーなでしこ（スーツアクター） 役
  - 仮面ライダーフォーゼ THE MOVIE みんなで宇宙キターッ!（2012年） - スカイダイン 役
- ワイルド7（2011年）
- ブルーバレンタイン3D〜リベンジガール〜（2011年） - メデューサ役、スタント
- 劇場版 SPEC〜天〜（2012年）
- スーパーヒーロー大戦シリーズ
  - 仮面ライダー×スーパー戦隊 スーパーヒーロー大戦（2012年） - レジェンド戦士 役
  - 仮面ライダー×スーパー戦隊×宇宙刑事 スーパーヒーロー大戦Z（2013年） - スカイダイン 役
- 宇宙刑事ギャバン THE MOVIE（2012年） - 魔女キル 役
- 赤×ピンク（2014年）
- 絶狼-ZERO- -BLACK BLOOD-（2014年）
- 破裏拳ポリマー（2017年） - パルクールギャング 役、スタント

### Vシネマ
- スーパー戦隊シリーズ
  - 獣拳戦隊ゲキレンジャーVSボウケンジャー（2008年）
  - 炎神戦隊ゴーオンジャー BONBON！BONBON！ネットでBONG!!（2008年）
  - 帰ってきた侍戦隊シンケンジャー 特別幕（2010年） - シンケンピンク[16]
  - 宇宙戦隊キュウレンジャー Episode of スティンガー（2017年）
- 仮面ライダーシリーズ
  - 仮面ライダーカブト 超バトルDVD 誕生!ガタックハイパーフォーム!!（2006年）
  - 仮面ライダーW RETURNS（2011年）
    - 仮面ライダーアクセル - 山本ひかる吹き替え
    - 仮面ライダーエターナル - シオン、羽原レイカ（吹き替え）[17] 役
- 宇宙刑事ギャバン伝説（2012年） - 魔女キル 役
- 宇宙刑事シャリバン NEXT GENERATION（2014年） - ネオマドーの女兵士 役
- ガールズ・イン・トラブル スペース・スクワッド EPISODE ZERO（2017年） - ビビアン 役

### ネットムービー
- ネット版 仮面ライダー×スーパー戦隊 スーパーヒーロー大変 〜犯人はダレだ?!〜（2012年）シンケンピンク
- ネット版 仮面ライダーフォーゼ みんなで授業キターッ!（2012年）
- 現実拡張スマホ仮面（2012年）
- 現実拡張スマホ仮面 SPECIAL アプリ大戦Gbps（2013年）

### 舞台
- 忍術武芸帖 地の巻「戸隠流忍者三姉妹物語」（2010年6月26日 - 9月26日） - 瞳 役
- BRATS第1回公演 『アメリ館』（2010年7月1日 - 4日）
- ニコニコミュージカル第2弾「ニコニコ東方見聞録」（2011年1月7日 - 12日、全労済ホールスペース・ゼロ） - ヒミコ 役
- 真田十勇士〜カッコ良くなきゃ死ぬだけさ〜（2012年9月21日 - 22日、大阪:サンケイホール/9月29日 - 10月8日、東京:全労済ホールスペース・ゼロ）
- 劇団☆新感線「髑髏城の七人Seasen月～上弦の月～」(2017年11月23日～2018年2月21日)   頞儞羅の剣布
- 劇団ヘロヘロQカムパニー「舞台版 無限の住人～完結編～」(2018年5月13日～22日 全労済ホール スペース・ゼロ) 目黒役

### イベント
- JAE スペシャルイベントVol.2「俺たち参上!!VS?!!」（2010年2月21日、渋谷C.C.Lemonホール）
- 渋谷ぶっ飛び!!ガールズ祭り2010（2010年8月3日、Shibuya O-EAST）
- JAE スーパーエンターテイメントライブ「白鎧亜 HAKU GAIA」（2010年9月11日 - 12日、エプソン 品川アクアスタジアム）
- JAE SEED Christmas Party in Puroland（2010年12月11日、サンリオピューロランド）
- 東日本大震災チャリティーイベント JAE NAKED LIVE「がんばろう 日本!」（2011年5月3日、もみじ山文化センター）

### その他
- 戦うアイドルユニット『wipe out』